# Edoardo Mulargia
Edoardo Mulargia (* 10. Dezember 1925 in Torpè; † 7. September 2005 in Rom) war ein italienischer Filmregisseur und Drehbuchautor.

## Leben
Mulargia schloss in Rechtswissenschaften ab. Er arbeitete zunächst als Journalist, drehte dann zahlreiche wissenschaftliche, touristische und für die Industrie produzierte Kurzfilme. Nach Assistenzzeiten bei Pietro Germi und Luciano Emmer sowie zwei Drehbucharbeiten für kleinere Filme debütierte Mulargia 1963 als Regisseur mit Le due leggi. Auf dem Regiestuhl entwickelte er sich zu einem Spezialisten für Italowestern – meist unter den Pseudonymen Tony Moore und Edward G. Muller und oftmals mit Darsteller Anthony Steffen. Anschließend drehte er kommerzielle Ware mit erotischem Einschlag. Später arbeitete er beim italienischen Fernsehen RAI und schuf Beiträge für zahlreiche Formate wie TG2, Dosseri, Spazio 7 oder drehte Lehrfilme für die Schule.

## Filmografie

### Drehbuch
- 1957: Il sole tornerà – Regie: Ferdinando Merighi
- 1961: La grande vallata – Regie: Angelo Dorigo
- 1964: Der Untergang des Leopardenreiches (Gli invincibili fratelli Maciste)
- 1965: Der Killer der sündigen Mädchen (Le notti della violenza) – Regie: Roberto Mauri
- 1970: La sfida dei MacKenna

### Regie
- 1962: Zwischen Leben und Tod (Le due leggi)
- 1966: Vajas con Dios, Gringo
- 1967: Dem Teufel ins Gesicht gespuckt (El hombre de Caracas)
- 1967: Django – Kreuze im blutigen Sand (Cjamango)
- 1967: Django – Dein Henker wartet (Non aspettare Django, spara)
- 1968: Prega Dio… e scavati la fossa!
- 1969: Lesbos – Hohe Schule der Liebe (Lesbo)
- 1969: La taglia è tua… l’uomo l’ammazzo io
- 1970: Un amore oggi
- 1970: Shangos letzter Kampf (Shango la pistola infallibile)
- 1971: Dakota – Nur der Colt war sein Gesetz (Rimase uno solo e fu la morte per tutti!)
- 1971: Ein Fressen für Django (W Django!)
- 1972: Inferno unter heißer Sonne (Al tropico del cancro)
- 1976: La figliastra (Storia di corna e di passione)
- 1980: Das Foltercamp der Liebeshexen (Femmine infernali)
- 1980: Die Liebeshexen vom Rio Cannibale (Orinoco: Prigioniere del sesso)